# Колцу-Корній
Колцу-Корній (рум. Colțu Cornii) — село у повіті Ясси в Румунії. Входить до складу комуни Грозешть.
Село розташоване на відстані 323 км на північний схід від Бухареста, 33 км на південний схід від Ясс.

## Населення
За даними перепису населення 2002 року у селі проживали 530 осіб, усі — румуни. Усі жителі села рідною мовою назвали румунську.